# Пулковский меридиан

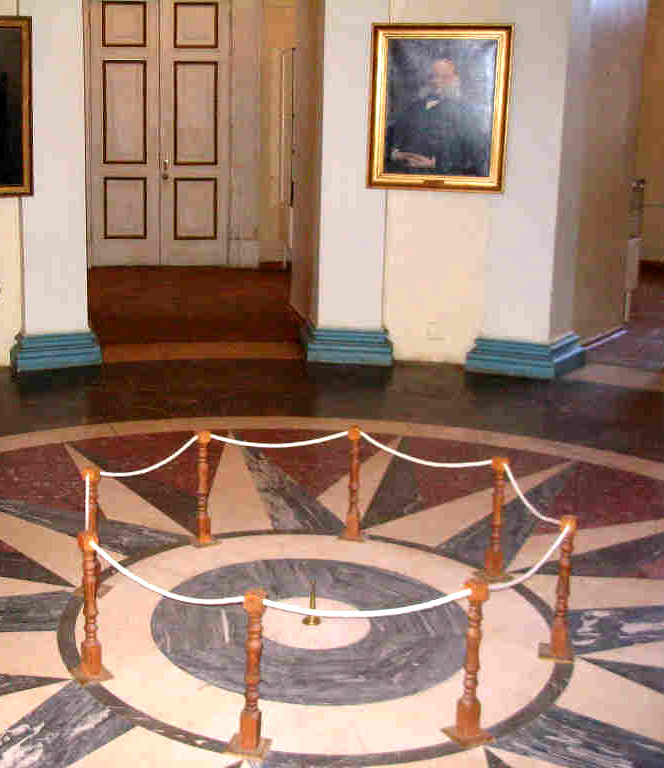
Бронзовый знак в точке отсчёта Пулковского меридиана. Круглый зал Пулковской обсерватории

Пу́лковский меридиа́н — меридиан, проходящий через центр Круглого зала главного здания Пулковской обсерватории и расположенный в 30°19′34″ к востоку от Гринвичского меридиана (см. 59°46′18″ с. ш. 30°19′33″ в. д.). До начала XX века использовался в качестве нулевого меридиана для отсчёта географической долготы на картах Российской империи.

## История
До конца XIX века в различных странах для отсчёта географической долготы использовали свои собственные национальные нулевые меридианы, проходящие, как правило, через центральные обсерватории этих стран. Так, в Англии нулевым считался Гринвичский меридиан, проходящий через ось пассажного инструмента Гринвичской обсерватории, во Франции для этой цели использовался c 1667 года Парижский меридиан, и т. д.
Пулковский меридиан был принят в Российской империи за нулевой меридиан в 1844 году, до этого географическая долгота мест отсчитывались от Гринвичского меридиана и Петербургского меридиана. Точное определение долготы Пулковского меридиана относительно Гринвича было осуществлено в 1843—1844 годах под руководством и при непосредственном участии Отто Струве. В двух экспедициях традиционным методом перевозки хронометров сначала (1843) была определена разность долготы между обсерваториями в Пулково и в Альтоне (предместье Гамбурга), а в 1844 году определена разность Альтоны с Гринвичем.
По мере развития геодезии, отсутствие стандартной системы отсчёта долготы, было признано международным астрономическим сообществом, неудобным. В 1884 году Международная меридианная конференция рекомендовала принять Гринвичский меридиан в качестве единого для всех стран нулевого меридиана. Однако довольно долго в разных странах использовались свои системы отсчёта долготы наряду с гринвичской. Так, на некоторых советских картах Пулковский меридиан продолжал использоваться как начало отсчёта до 1920-х годов.

## Факты
На Пулковский меридиан сориентированы многие (но не все) географические карты Энциклопедии Брокгауза и Ефрона. Так, через Великий Новгород (см. карту к статье Новгородская губерния) проходит первый градус в. д. относительно Пулкова (то есть город отстоит на 1° к востоку от Пулковского меридиана).
При выборе в 1830-е годы места на Пулковской горе для будущей обсерватории ориентиром послужил шпиль Петропавловского собора и визуально выверенная по нему трасса главной магистрали, выходящей из города (сегодня это Московский проспект и начало Пулковского шоссе). После того, как через главный зал обсерватории был проведён Пулковский меридиан, в прессу, путеводители и другую литературу вошло ходячее мнение (заблуждение), что и вся магистраль, отходящая от подножия горы, пролегла вдоль по линии этого меридиана. Вдаваться в доказательства этого утверждения авторам казалось лишним, ибо каждый, проезжающий мимо обсерватории, воочию убеждался, что дорога в город пролегает по линии, визуально соединяющей обсерваторию со шпилем Петропавловки. И лишь астрономы, составлявшие в числе обывателей пренебрежимо малую долю, знали, что азимут этой трассы, хоть она и «прямая, как стрела», отклоняется от истинного меридиана на полтора градуса против часовой стрелки.
Аналогичное отклонение от истинного меридиана имеет и Вознесенский проспект — один из трёх лучей «еропкинского трезубца», проложенных в 1730-е годы по первому генеральному плану застройки столицы, параллельно которому и проложили от Сенной площади Обуховский проспект, предшественник нынешнего Московского. На местности полутораградусное отклонение от истинного меридиана приводит к тому, что через 17,2 км к северу от обсерватории меридиан проходит примерно в 470 метрах восточнее места примыкания Московского проспекта к Сенной площади, а именно, у здания Ленинградского областного колледжа культуры и искусства на Гороховой улице.
Что касается бывшего ленинградского кинотеатра «Меридиан» (нынешний Петербургский дом молодёжи), то его название имело и вовсе символичный характер. В то время, как Московский проспект уже отклонён от истинного меридиана на запад, «Меридиан» (Новоизмайловский проспект и площадь Конституции) находятся ещё западнее, на расстоянии 800—900 м от проспекта.
Пройдя через башню Дома Зингера на Невском проспекте, за Невой у съезда с Троицкого моста Пулковский меридиан выходит на Троицкую часовню — память о первом храме города, место для которого Пётр I по преданию выбрал при его основании, 14 или 16 мая 1703 года.
С севера Пулковский меридиан заходит на территорию Европы через норвежский полуостров Варангер, близ местечка Маккёур.
На территории Российской империи Пулковский меридиан пересекал:
- Могилёв (центр города 30°21′ в. д.)
- западные районы Киева (центр города 30°30′ в. д.; меридиан проходит в бывшем Ленинградском районе, около Жулян)
- западные пригороды Одессы (центр города 30°44′ в. д.)

Из всех меридианов, использовавшихся до начала XX века в качестве точек отсчёта систем географических координат, Пулковский — единственный, проходящий через четыре части света (Европа, Азия, Африка, Антарктида). Он также является «самым сухопутным меридианом», имея наибольшую протяжённость, приходящуюся на сушу материков (не считая озёр).
В Африку Пулковский меридиан заходит на пол-градуса восточнее Александрии (центр города 29°55′ в. д.), далее проходит на градус к западу от Египетских пирамид (пирамида Хеопса 31°08′ в. д.). По пути к югу он пересекает вытянувшееся примерно вдоль него озеро Танганьика.
До 1864 года Василий Струве все измерения от Пулковского меридиана проводил во французских туазах, а затем по указанию Военно-топографического депо сделал пересчёт в саженях, игнорируя метрическую систему измерений.